# Rover Gasturbinenfahrzeuge

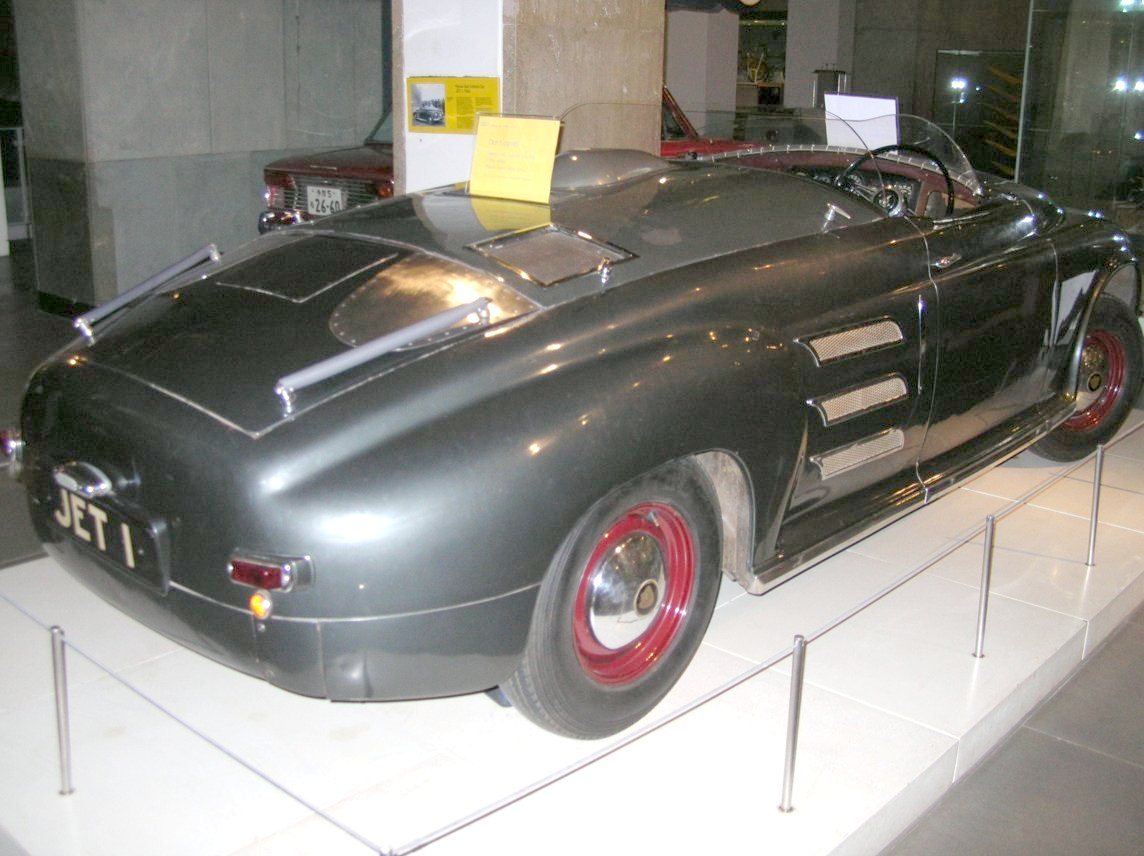
Rover JET 1 (1950)

Die Rover Gasturbinenfahrzeuge wurden nie in Serie gebaut, sondern dienten nur als Versuchsträger und Rennfahrzeuge.

## Vorgeschichte
Bereits kurz nach Beginn des Zweiten Weltkrieges im Jahre 1939 kam die britische Regierung auf Rover zu und bat um Unterstützung bei der Herstellung von geheimen, neuartigen Antriebssystemen, die Frank Whittle zum Antrieb von Flugzeugen entwickelt hatte, aber nicht fertigen konnte. Bis 1942 entstanden verschiedene Gasturbinen, teils nach Whittle-Konstruktionen, teils nach Rover-eigenen.
Nachdem man sich bei Rover nicht klar darüber war, ob die Firma ihre Zukunft im Flugmotorenbau suchen sollte, gab man schließlich sämtliche Konstruktionsunterlagen für die Gasturbinen an Rolls-Royce ab und bekam dafür alle Unterlagen für die von Rolls-Royce hergestellten V12-Merlin-Hubkolbenmotoren der Spitfire-Jagdflugzeuge. Rover setzte diese Motoren dann in seinen Panzern der Typen Centurion und Conqueror ein.

## Der JET 1
Ab 1945 dachte Rover an Gasturbinen für PKW. Unter schwierigen Umständen entwickelten die ehemaligen Rolls-Royce-Ingenieure Frank Bell und Spencer King in Solihull einen Prototyp, der im Februar 1947 erstmals funktionierte. Bis Mai 1948 war das „Modell T5“ soweit ausgereift, dass man an den Einbau in einen PKW denken konnte.
Das Fahrgestell eines Rover P4 wurde mit einer Roadster-Karosserie versehen, deren Front ebenfalls an das Modell P4 erinnerte. Im Heck war die neue Gasturbine eingebaut, deren Verdichterstufe sich mit 40.000/min drehte. Die Turbinenstufe erreichte 26.000/min und gab eine Leistung von max. 100 bhp (74 kW) ab. Der Wagen nannte sich Rover JET 1 und erreichte 1950 bis zu 136 km/h. Seine ersten Runden drehte das Rennfahrzeug am 14. März 1950.
Eine Weiterentwicklung dieses Fahrzeuges mit veränderter Front erhielt 1952 die leistungsfähigere T8-Turbine mit 230 bhp (169 kW). Mit einer Höchstgeschwindigkeit von 243,5 km/h fuhr der mit Girling-Scheibenbremsen ausgerüstete Prototyp den Weltrekord für turbinengetriebene Fahrzeuge ein.

## T2, T3 und T4
Über den Rover T2A ist wenig bekannt. Er hatte eine am Heck außenbords angebrachte Gasturbine und wurde ebenfalls 1952 vorgestellt.
1956 erschien der Rover T3. Sein Fahrgestell war immer noch das des Rover P4. Die Karosserie des zweitürigen Coupés bestand aus GFK. Dies war das erste Auto, das sozusagen um eine Gasturbine herum konstruiert war. Seine Verdichterstufe drehte mit 52.000/min, die Leistung von 110 bhp (81 kW) wurde an einen Vierradantrieb weitergeleitet. Natürlich hatte auch dieses Fahrzeug vier Scheibenbremsen – diesmal von Dunlop – und eine De-Dion-Hinterachse.
Zwei Jahre vor dem Erscheinen des Rover P6, 1961, brachte man den Rover T4 heraus. Die viertürige Limousine hatte bereits die Karosserie und Bodengruppe des Modells P6, allerdings mit etwas flacherer Frontpartie, die dem Citroën DS nicht unähnlich war. Vorne eingebaut war eine Gasturbine mit Wärmeübertrager, deren 140 bhp (103 kW) an den Frontantrieb weitergeleitet wurden.

## Rover-B.R.M.
Zusammen mit B.R.M. entwickelte Rover den Rover-B.R.M. Type 00 mit Gasturbine im Heck, der 1963 außer Konkurrenz bei den 24 Stunden von Le Mans mitfuhr. Fahrer waren u. a. Graham Hill und Richie Ginther; die Durchschnittsgeschwindigkeit betrug 173 km/h. Ein Jahr später fuhr der Wagen mit neuer Karosserie – wieder außerhalb der Wertung – in Le Mans.
1965 wurde der erneut überarbeitete Wagen erstmals gewertet: Er erzielte den zehnten Platz in der Gesamtwertung mit 159 km/h Durchschnittsgeschwindigkeit, und das mit defekter Maschine. Einer der Fahrer war diesmal der junge Jackie Stewart.

## Erhaltene Fahrzeuge
Der Rover JET 1 ist im „Kensington Science Museum“ zu besichtigen (siehe Foto). Die Modelle T3 und T4 befinden sich in der „British Leyland Collection“.